# 2848 ASP
2848 ASP este un asteroid din centura principală, descoperit pe 8 noiembrie 1959 de Goethe Link Obs..